# Liste des familles princières (Europe)
 (novembre 2023).
La liste des familles princières (Europe) reprend l'ensemble des familles princières des pays d'Europe.

## Allemagne
| Titres                                         | Lettres Patentes                                           | Classe      | Titulaire actuel                                                                                            | Famille                  | Blason |
| ---------------------------------------------- | ---------------------------------------------------------- | ----------- | --- | ------------------------ | ------ |
| Prince de Bentheim-Steinfurt                   | Création: 21 janvier 1817 Monarque: Frédéric-Guillaume III | Médiatisé   | Son Altesse Sérénissime Carl-Ferdinand, 5e Prince de Bentheim-Steinfurt né le 22 août 1975                  | Bentheim (zu)            |        |
| Prince de Bentheim-Tecklenburg                 | Création: 20 juin 1817 Monarque: Frédéric-Guillaume III    | Médiatisé   | Son Altesse Sérénissime Maximilian, 8e Prince de Bentheim-Tecklenburg né le 6 août 1969                     | Bentheim (zu)            |        |
| Prince de Bismarck                             | Création: 21 mars 1871 Monarque: Guillaume Ier             | Noble       | Son Altesse Sérénissime Carl-Edouard von Bismarck-Schönhausen, 5e Prince de Bismarck né le 16 février 1961  | Bismarck (von)           |        |
| Prince de Blücher-Wahlstatt                    | Création: 3 juin 1814 Monarque: Frédéric-Guillaume III     | Noble       | Son Altesse Sérénissime Nikolaus, 8e Prince Blücher de Wahlstatt né le 25 juillet 1932                      | Blücher (von)            |        |
| Prince de Castell-Castell                      | Création: 7 mars 1901 Monarque: Guillaume II               | Médiatisé   | Ferdinand, 4e Prince de Castell-Castell né le 20 mai 1965                                                   | Castell (von)            |        |
| Prince de Castell-Rüdenhausen                  | Création: 7 mars 1901 Monarque: Guillaume II               | Médiatisé   | Otto, 6e Prince de Castell-Rüdenhausen né le 31 mai 1985                                                    | Castell (von)            |        |
| Prince de Colloredo-Mannsfeld                  | Date: 29 décembre 1763 Monarque: François Ier              | Médiatisé   | Son Altesse Sérénissime Hieronymus, 9e Prince de Colloredo-Mannsfeld né le 16 mars 1949                     | Colloredo (von)          |        |
| Prince de Dohna-Schlobitten                    | Création: 1er janvier 1900 Monarque: Guillaume II          | Noble       | Friedrich, 4e Prince de Dohna-Schlobitten né le 27 février 1933                                             | Dohna (von)              |        |
| Prince d'Erbach-Schönberg                      | Création: 18 août 1903 Monarque: Guillaume II              | Médiatisé   | Son Altesse Sérénissime Dietrich, 5e Prince d'Erbach-Schönberg né le 27 mars 1954                           | Erbach (von)             |        |
| Prince de Fugger-Babenhausen                   | Création: 1er août 1803 Monarque: François II              | Médiatisé   | Son Altesse Sérénissime Hubertus, 8e Prince de Fugger-Babenhausen né le 23 novembre 1946                    | Fugger                   |        |
| Prince de Hohenlohe-Bartenstein                | Prince                                                     | Allemagne   | Son Altesse Sérénissime Maximilian, 10e Prince de Hohenlohe-Bartenstein né le 29 mars 1972                  | Hohenlohe (zu)           |        |
| Prince de Hohenlohe-Jagstberg                  | Prince                                                     | Allemagne   | Son Altesse Sérénissime Alexander, 6e Prince de Hohenlohe-Jagstberg né le 25 août 1937                      | Hohenlohe (zu)           |        |
| Prince de Hohenlohe-Langenbourg                | Prince                                                     | Allemagne   | Son Altesse Sérénissime Philippe, 11e Prince de Hohenlohe-Langenbourg né le 20 janvier 1970                 | Hohenlohe (zu)           |        |
| Prince de Hohenlohe-Öhringen                   | Prince                                                     | Allemagne   | Son Altesse Sérénissime Kraft, 8e Prince de Hohenlohe-Öhringen né le 11 janvier 1933                        | Hohenlohe (zu)           |        |
| Prince de Hohenlohe-Schillingsfürst            | Prince                                                     | Allemagne   | Son Altesse Sérénissime Constantin, 12e Prince de Hohenlohe-Schillingsfürst né le 5 novembre 1949           | Hohenlohe (zu)           |        |
| Prince de Hohenlohe-Waldenburg-Schillingsfürst | Prince                                                     | Allemagne   | Son Altesse Sérénissime Félix, 8e Prince de Hohenlohe-Waldenburg-Schillingsfürst né le 12 mars 1963         | Hohenlohe (zu)           |        |
| Prince de Isembourg-Büdingen                   | Prince                                                     | Allemagne   | Son Altesse Sérénissime Wolfgang-Ernst, 8e Prince de Quadt de Wykradt né le 20 juin 1936                    |                          |        |
| Prince de Leiningen                            | Prince                                                     | Allemagne   | Son Altesse Sérénissime Andreas, 8e Prince de Leiningen né le 27 novembre 1955                              |                          |        |
| Prince de Leyen                                | Prince                                                     | Allemagne   | Philipp Erwein, 7e Prince de Leyen né le 14 mai 1967                                                        |                          |        |
| Prince de Löwenstein-Wertheim-Rosenberg        | Prince                                                     | Allemagne   | Son Altesse Sérénissime Alois-Konstantin, 9e Prince de Löwenstein-Wertheim-Rosenberg né le 16 décembre 1941 |                          |        |
| Prince de Löwenstein-Wertheim-Freudenberg      | Prince                                                     | Allemagne   | Son Altesse Sérénissime Ludwig, 8e Prince de Löwenstein-Wertheim-Freudenberg né le 24 mai 1951              |                          |        |
| Prince de Mindelheim                           | Prince Duc                                                 | Royaume-Uni | Son Altesse Sérénissime James Spencer-Churchill, 12e Prince de Mindelheim né le 24 novembre 1955            |                          |        |
| Prince d'Oettingen-Spielberg                   | Prince                                                     | Allemagne   | Son Altesse Sérénissime Albrecht, 11e Prince d'Oettingen-Spielberg né le 7 février 1951                     |                          |        |
| Prince d'Oettingen-Wallerstein                 | Prince                                                     | Allemagne   | Son Altesse Sérénissime Moritz, 8e Prince d'Oettingen-Wallerstein né le 20 mai 1946                         |                          |        |
| Prince de Quadt de Wykradt                     | Prince Comte                                               | Allemagne   | Son Altesse Sérénissime Alexander, 5e Prince de Quadt de Wykradt né le 18 janvier 1958                      |                          |        |
| Prince de Salm-Horstmar                        | Prince                                                     | Allemagne   | Son Altesse Sérénissime Philipp Otto, 5e Prince de Salm-Horstmar né le 2 juin 1938                          |                          |        |
| Prince de Salm-Reifferscheidt-Raitz            | Prince                                                     | Allemagne   | Son Altesse Sérénissime Hugo VI, 7e Prince de Salm-Reifferscheidt-Raitz né le 18 juin 1973                  |                          |        |
| Prince de Salm-Salm                            | Prince                                                     | Allemagne   | Son Altesse Sérénissime Carl-Philipp, 9e Prince de Salm-Salm né le 19 mai 1933                              |                          |        |
| Prince de Sayn-Wittgenstein-Berlebourg         | Prince                                                     | Allemagne   | Son Altesse Sérénissime Gustav, 7e Prince de Sayn-Wittgenstein-Berlebourg né le 12 janvier 1969             |                          |        |
| Prince de Sayn-Wittgenstein-Hohenstein         | Prince                                                     | Allemagne   | Son Altesse Sérénissime Bernhart, 6e Prince de Sayn-Wittgenstein-Hohenstein né le 15 novembre 1962          |                          |        |
| Prince de Sayn-Wittgenstein-Sayn               | Prince                                                     | Allemagne   | Son Altesse Sérénissime Alexander, 7e Prince de Sayn-Wittgenstein-Sayn né le 22 novembre 1943               |                          |        |
| Prince de Solms-Baruth                         | Prince                                                     | Allemagne   | Son Altesse Sérénissime Friedrich, 9e Prince de Solms-Baruth né le 26 novembre 1963                         | Solms (von)              |        |
| Prince de Solms-Hohensolms-Lich                | Prince                                                     | Allemagne   | Son Altesse Sérénissime Friedrich, 9e Prince de Solms-Hohensolms-Lich né le 19 mars 1975                    | Solms (von)              |        |
| Prince de Solms-Laubach                        | Prince                                                     | Allemagne   | Son Altesse Sérénissime Karl, 9e Prince de Solms-Laubach né le 1er décembre 1963                            | Solms (von)              |        |
| Prince de Stolberg-Stolberg                    | Prince Comte                                               | Allemagne   | Son Altesse Sérénissime Jost-Christian, 4e Prince de Stolberg-Stolberg né le 19 juillet 1940                | Stolberg (zu)            |        |
| Prince de Stolberg-Roßla                       | Prince Comte                                               | Allemagne   | Son Altesse Sérénissime Alexander, 5e Prince de Stolberg-Roßla né le 8 juin 1967                            | Stolberg (zu)            |        |
| Prince de Stolberg-Wernigerode                 | Prince Comte                                               | Allemagne   | Son Altesse Sérénissime Philipp, 5e Prince de Stolberg-Wernigerode né le 8 juin 1967                        | Stolberg (zu)            |        |
| Prince de Tour et Taxis                        | Création: 4 octobre 1695 Monarque: Léopold Ier             | Médiatisé   | Son Altesse Sérénissime Albert II, 13e Prince de Tour et Taxis né le 24 juin 1983                           | Thurn und Taxis (von)    |        |
| Prince de Waldbourg-Wolfegg-Waldsee            | Création: 17 février 1803 Monarque: François II            | Médiatisé   | Son Altesse Sérénissime Johannes, 7e Prince de Waldbourg-Wolfegg-Waldsee né le 31 août 1957                 | Waldburg (von)           |        |
| Prince de Waldbourg-Zeil-Trauchburg            | Création: 17 février 1803 Monarque: François II            | Médiatisé   | Son Altesse Sérénissime Erich, 8e Prince de Waldbourg-Zeil-Trauchburg né le 21 novembre 1962                | Waldburg (von)           |        |
| Prince de Waldeck-Pyrmont                      | Création: 6 janvier 1712 Monarque: Charles VI              | Souverain   | Son Altesse Sérénissime Guda, 9e Princesse de Waldeck-Pyrmont né le 22 août 1939                            | Waldeck und Pyrmont (zu) |        |
| Prince de Wied                                 | Création: 29 mai 1784 Monarque: Guillaume Ier              | Médiatisé   | Son Altesse Sérénissime Maximilian, 9e Prince de Wied né le 10 août 1999                                    | Wied (von)               |        |

## Autriche
| Titres                              | Lettres Patentes                                       | Classe    | Titulaire actuel                                                                                             | Famille                  | Blason |
| ----------------------------------- | ------------------------------------------------------ | --------- | --- | ------------------------ | ------ |
| Prince d'Auersperg                  | Création: 17 septembre 1653 Monarque: Ferdinand III    | Médiatisé | Son Altesse Sérénissime Carl, 12e Prince d'Auersperg né le 9 mai 1962                                        | Auersperg (von)          |        |
| Prince Batthyány-Strattmann         | Création: 31 août 1763 Monarque: Joseph II             | Noble     | László, 10e Prince Batthyány-Strattmann né le 9 juillet 1970                                                 | Batthyány                |        |
| Prince de Beaufort                  | Création: 1er avril 1876 Monarque: François-Joseph Ier | Noble     | Son Altesse Sérénissime Friedrich-Christian de Beaufort-Spontin, 5e Prince de Beaufort né le 5 décembre 1944 | Beaufort-Spontin (de)    |        |
| Prince de Clary-Aldringen           | Création: 2 février 1767 Monarque: Joseph II           | Noble     | Hieronymus, 9e Prince de Clary-Aldringen né le 25 mars 1944                                                  | Clary-Aldringen          |        |
| Prince Esterházy de Galántha        | Création: 11 juin 1712 Monarque: Joseph Ier            | Médiatisé | Son Altesse Sérénissime Antoine II, 13e Prince Esterházy de Galántha né le 27 décembre 1936                  | Esterházy                |        |
| Prince Festetics de Tolna           | Création: 21 juin 1911 Monarque: François-Joseph Ier   | Noble     | Son Altesse Sérénissime György, 3e Prince Festetics de Tolna né le 18 novembre 1940                          | Festetics                |        |
| Prince de Fürstenberg               | Création: 10 octobre 1716 Monarque: Charles VI         | Médiatisé | Son Altesse Sérénissime Heinrich, 11e Prince de Fürstenberg né le 17 juillet 1950                            | Fürstenberg (von und zu) |        |
| Prince de Khevenhüller-Metsch       | Création: 20 décembre 1763 Monarque: Marie-Thérèse     | Médiatisé | Son Altesse Sérénissime Johannes, 11e Prince de Khevenhüller-Metsch né le 20 novembre 1956                   | Khevenhüller             |        |
| Kinsky de Wchinitz et Tettau        |                                                        |           | Son Altesse Sérénissime Karl, 12e Prince Kinský de Wchinitz et Tettau né le 10 janvier 1967                  | Kinský                   |        |
| Prince de Liechtenstein             |                                                        |           | Son Altesse Sérénissime Hans-Adam II, 12e Prince de Liechtenstein né le 14 février 1945                      | Liechtenstein (zu)       |        |
| Prince de Lobkowicz                 |                                                        |           | Son Altesse Sérénissime Jaroslav, 14e Prince de Lobkowicz né le 16 août 1942                                 | Lobkowicz                |        |
| Prince de Lynar                     | Création: 27 février 1807 Monarque: François Ier       | Noble     | Son Altesse Sérénissime Sebastian, 8e Prince de Lynar né le 13 août 1981                                     | Lynar (zu)               |        |
| Prince d'Orsini-Rosenberg           |                                                        |           | Son Altesse Sérénissime Johannes, 7e Prince de Orsini-Rosenberg né le 26 août 1949                           | Orsini                   |        |
| Prince de Paar                      | Création: 1er août 1769 Monarque: Joseph II            | Noble     | Son Altesse Sérénissime Hubertus, 8e Prince de Paar né le 11 décembre 1971                                   | Paar (von)               |        |
| Prince de Starhemberg               | Création: 13 novembre 1765 Monarque: Joseph II         | Médiatisé | Son Altesse Sérénissime Georg-Adam, 9e Prince de Starhemberg né le 7 avril 1961                              | Starhemberg (de)         |        |
| Prince de Schönbourg-Hartenstein    |                                                        |           | Son Altesse Sérénissime Johannes, 9e Prince de Schönbourg-Hartenstein né le 7 janvier 1951                   | Schönburg                |        |
| Prince de Schönbourg-Waldenbourg    |                                                        |           | Son Altesse Sérénissime Ulrich, 6e Prince de Schönbourg-Waldenbourg né le 9 octobre 1940                     | Schönburg                |        |
| Prince de Schwarzenberg             |                                                        |           | Son Altesse Sérénissime Charles VII, 12e Prince de Schwarzenberg né le 10 décembre 1937                      | Schwarzenberg (von)      |        |
| Prince de Trauttmansdorff-Weinsberg | Création: 12 janvier 1805 Monarque: François II        |           | Son Altesse Sérénissime Johannes, 8e Prince de Trauttmansdorff-Weinsberg né le 23 novembre 1960              | Trauttmansdorff          |        |
| Prince de Windisch-Graetz           | Création: 17 juin 1804 Monarque: Léopold II            | Médiatisé | Son Altesse Sérénissime Mariano Hugo, 6e Prince de Windisch-Graetz né le 27 juillet 1955                     | Windisch-Graetz          |        |

## Belgique
| Titres                   | Lettres Patentes                                    | Classe    | Titulaire actuel                                                                      | Famille             | Blason |
| ------------------------ | --------------------------------------------------- | --------- | ------------------------------------------------------------------------------------- | ------------------- | ------ |
| Prince d'Arenberg        | Création: 5 mars 1576 Monarque: Maximilien II       | Médiatisé | Son Altesse Sérénissime Léopold, 13e Prince d'Arenberg né le 20 février 1956          | Arenberg (d')       |        |
| Prince de Caraman        | Création: 20 avril 1856 Monarque: Léopold Ier       | Noble     | Philippe de Riquet de Caraman, 6e Prince de Caraman né le 12 octobre 1948             | Riquet (de)         |        |
| Prince de Chimay         | Création: 21 septembre 1824 Monarque: Guillaume Ier | Noble     | Philippe de Riquet de Caraman, 22e Prince de Chimay né le 12 octobre 1948             | Riquet (de)         |        |
| Prince de Croÿ-Roeulx    | Création: 31 mars 1664 Monarque: Léopold Ier        | Médiatisé | Son Altesse Sérénissime Olivier, 5e Prince de Croÿ-Roeulx né le 1er juin 1948         | Croÿ (de)           |        |
| Prince de Croÿ-Solre     | Création: 19 octobre 1677 Monarque: Charles II      | Médiatisé | Son Altesse Sérénissime Emmanuel, 6e Prince de Croÿ-Solre né le 28 août 1957          | Croÿ (de)           |        |
| Prince de Ligne          | Création: 20 mars 1601 Monarque: Rodolphe II        | Noble     | Son Altesse Michel, 14e Prince de Ligne né le 26 mai 1951                             | Ligne (de)          |        |
| Prince de Looz-Corswarem | Création: 15 novembre 1749 Monarque: Marie-Thérèse  | Médiatisé | Son Altesse Sérénissime Thierry, 10e Prince de Looz-Corswarem né le 10 septembre 1948 | Looz-Corswarem (de) |        |
| Prince de Merode         | Création: 25 avril 1930 Monarque: Albert Ier        | Noble     | Charles-Louis, 3e Prince de Merode né le 6 avril 1948                                 | Merode (de)         |        |
| Prince de Waterloo       | Création: 8 juillet 1815 Monarque: Guillaume Ier    | Noble     | Charles Wellesley, 9e Prince de Waterloo né le 19 août 1945                           | Wellesley           |        |

## France
| Titres                                        | Lettres Patentes                                 | Classe | Titulaire actuel                                                                  | Famille                 | Blason |
| --------------------------------------------- | ------------------------------------------------ | ------ | --------------------------------------------------------------------------------- | ----------------------- | ------ |
| Prince de Bauffremont                         | Création: 8 juin 1757 Monarque: François Ier     | Noble  | Charles-Emmanuel, 11e Prince de Bauffremont né le 2 février 1946                  | Bauffremont (de)        |        |
| Prince de Bethune Hesdigneul                  | Création: 7 avril 1781 Monarque: Joseph II       | Noble  | Henry, 10e Prince de Bethune Hesdigneul né le 6 avril 1945                        | Bethune Hesdigneul (de) |        |
| Prince de Blacas                              | Création: 16 mai 1837 Monarque: Ferdinand Ier    | Noble  | Casimir, 7e Prince de Blacas né le 15 février 1943                                | Blacas (de)             |        |
| Prince de Broglie                             | Création: 5 novembre 1757 Monarque: François Ier | Noble  | Philippe, 8e Prince de Broglie né le 28 septembre 1960                            | Broglie (de)            |        |
| Prince de Clermont-Tonnerre                   | Création: 8 janvier 1823 Monarque: Pie VII       | Noble  | Aynard, 6e Prince de Clermont-Tonnerre né le 10 juillet 1962                      | Clermont-Tonnerre (de)  |        |
| Prince de Croÿ                                | Création: 6 août 1594 Monarque: Rodolphe II      | Noble  | Son Altesse Sérénissime Rudolf, 15e Prince de Croÿ né le 8 juillet 1955           | Croÿ (de)               |        |
| Prince d’Essling                              | Prince Duc                                       | France | Victor Masséna, 7e Prince d’Essling né le 29 avril 1950                           |                         |        |
| Prince de Guémené                             | Prince Duc                                       | France | Son Altesse Sérénissime Charles-Raoul, 18e Prince de Guémené né le 3 octobre 1954 |                         |        |
| Prince de Léon                                | Prince Duc                                       | France | Josselin de Rohan-Chabot, 18e Prince de Léon né le 5 juin 1938                    |                         |        |
| Prince de Lucinge Date de création: Monarque: | FRA                                              |        | Stanislas de Faucigny-Lucinge, 7e Prince de Lucinge né le 15 août 1963            |                         |        |
| Prince de Monaco                              | Prince                                           | Italie | Albert II Grimaldi, 14e Prince de Monaco né le 14 mars 1958                       |                         |        |
| Prince de Poix                                | Création: 11 avril 1765 Monarque: Louis XV       | Noble  | Charles-Antoine de Noailles, 14e Prince de Poix né le 15 février 1984             | Noailles (de)           |        |
| Prince de Polignac                            | Prince Duc                                       | France | Charles-Armand, 5e Prince de Polignac né le 7 octobre 1946                        |                         |        |
| Prince de La Rochefoucauld-Montbel            | Prince Duc                                       | France | Dominique, 6e Prince de La Rochefoucauld-Montbel né le 6 juillet 1950             |                         |        |

## Italie
| Titres                                                                                 | Lettres Patentes                                         | Classe | Titulaire actuel                                                                         | Famille          | Blason |
| -------------------------------------------------------------------------------------- | -------------------------------------------------------- | ------ | ---------------------------------------------------------------------------------------- | ---------------- | ------ |
| Prince d'Angera                                                                        | Création: 21 décembre 1916 Monarque: Victor-Emmanuel III | Noble  | Vitaliano IX Borromeo, 4e Prince d'Angera né le 22 juin 1960                             | Borromeo         |        |
| Prince d'Arsoli                                                                        | Création: 27 juillet 1826 Monarque: Léon XII             | Noble  | Son Altesse Sérénissime Fabrizio Massimo, 7e Prince d'Arsoli né le 6 avril 1948          | Massimo          |        |
| Prince de Belmonte                                                                     | Création: 5 mars 1619 Monarque: Philippe III             | ITA    | Son Altesse Sérénissime Angelo Pignatelli, 13e Prince de Belmonte né le 9 février 1939   |                  |        |
| Prince de Butera                                                                       | Création: 11 avril 1563 Monarque: Philippe II            | Noble  | Pietro Branciforte, 7e Prince de Butera né le 16 mai 1942                                | Branciforte      |        |
| Prince de Farnese                                                                      | Création: Monarque:                                      |        | Mario Chigi Albani della Rovere, 11e Prince de Farnese né le 24 mai 1929                 |                  |        |
| Prince de Galati                                                                       | Création: 9 juin 1644 Monarque: Philippe IV              | Noble  | Giuseppe de Spucches, 11e Prince de Galati né le 24 janvier 1959                         | Spucches (de)    |        |
| Prince de Francavilla                                                                  |                                                          |        | Clemente Imperiali, 9e Prince de Francavilla né le 12 août 1959                          |                  |        |
| Prince de Molfetta                                                                     | Création: 28 février 1828 Monarque: François Ier         | Noble  | Fulco Gallarati Scotti, 7e Prince de Molfetta né le 2 mars 1967                          | Gallarati Scotti |        |
| Prince de Monteroduni                                                                  | Création: 20 novembre 1702 Monarque: Philippe V          | Noble  | Luigi Pignatelli, 8e Prince de Monteroduni né le 21 mai 1950                             | Pignatelli       |        |
| Prince de Meldola                                                                      | Création: Monarque:                                      |        | Camillo Aldobrandini, 4e Prince de Meldola né le 21 mai 1945                             |                  |        |
| Prince Odescalchi                                                                      |                                                          |        | Son Altesse Sérénissime Carlo, 11e Prince Odescalchi né le 7 décembre 1954               |                  |        |
| Prince de Solofra                                                                      |                                                          |        | Domenic Orsini, 13e Prince de Solofra né le 11 avril 1948                                |                  |        |
| Prince de Palestrina                                                                   | Création: Monarque:                                      |        | Benedetto Francesco Barberini, 12e Prince de Palestrina né le 12 août 1961               |                  |        |
| Prince de Paliano                                                                      | Création: Monarque:                                      |        | Marcantonio Colonna, 19e Prince de Paliano né le 3 mars 1948                             |                  |        |
| Prince de Pescara                                                                      | Création: Monarque:                                      |        | Andrea d'Avalos d'Aquino d'Aragona, 13e Prince de Pescara né le 23 février 1971          |                  |        |
| - Prince de Sismano Date de création: Monarque:                                        | ITA                                                      |        | Filippo Corsini, 9e Prince de Sismano né le 26 novembre 1937                             |                  |        |
| - Prince de Sulmona Date de création: 14 janvier 1610 Monarque: Philippe III d'Espagne | ITA                                                      |        | Scipione II Borghese, 14e Prince de Sulmona né le 19 novembre 1970                       |                  |        |
| - Prince Torlonia Date de création: Monarque:                                          | ITA                                                      |        | Carlo Torlonia, 4e Prince Torlonia né le 13 février 1951                                 |                  |        |
| Prince de Paternò                                                                      | Création: 8 avril 1565 Monarque: Philippe II             | Noble  | Ugo Moncada, 16e Prince de Paternò né le 15 juin 1953                                    | Moncada          |        |
| - Paternò-Castello                                                                     | Prince Marquis                                           | Italie | Roberto, 14e Prince de Biscari né le 27 octobre 1945                                     |                  |        |
| Prince de Raffadali                                                                    | Création: 1er mai 1650 Monarque: Philippe III            | Noble  | Salvatore Montaperto, 10e Prince de Raffadali né le 20 mai 1932                          | Montaperto       |        |
| - Rospigliosi                                                                          | Prince Duc                                               | Italie | Filippo, 11e Prince Rospigliosi né le 4 juillet 1942                                     |                  |        |
| - Ruffo di Calabria                                                                    | Prince Duc                                               | Italie | Fulco Ruffo di Calabria, 15e Prince de Palazzolo né le 29 juillet 1954                   |                  |        |
| - Ruspoli-Cerveteri                                                                    | Prince                                                   | Italie | Son Altesse Sérénissime Francesco Ruspoli, 10e Prince de Cerveteri né le 31 mars 1967    |                  |        |
| - Ruspoli-Poggio Suasa                                                                 | Prince                                                   | Italie | Son Altesse Sérénissime Costantino Ruspoli, 4e Prince de Poggio Suasa né le 29 juin 1971 |                  |        |
| - Sanseverino                                                                          | Prince                                                   | Italie | Francesco Sanseverino, 20e Prince de Bisignano né le 26 février 1970                     |                  |        |
| - Sforza                                                                               | Prince Duc                                               | Italie | Lorenzo Sforza Cesarini, 13e Prince de Genzano né le 26 août 1964                        |                  |        |
| - Strozzi                                                                              | Prince                                                   | Italie | Guicciardini Strozzi, 9e Prince de Forano né le 26 septembre 1938                        |                  |        |

## Pologne
| Titres                          | Lettres Patentes                                  | Classe  | Titulaire actuel                                                             | Famille                  | Blason |
| ------------------------------- | ------------------------------------------------- | ------- | ---------------------------------------------------------------------------- | ------------------------ | ------ |
| Prince Czartoryski              | Création: 25 mai 1569 Monarque: Sigismond II      | Régnant | Adam Karol, 15e Prince Czartoryski né le 2 janvier 1940                      | Czartoryski              |        |
| Prince Czetwertyński-Światopełk | Création: 5 juin 1569 Monarque: Sigismond II      | Noble   | Alexandre, 11e Prince Czetwertyński-Światopełk né le 27 décembre 1975        | Czetwertyński-Światopełk |        |
| Prince Lubomirski               | Création: 20 janvier 1647 Monarque: Ferdinand III | Noble   | Son Altesse Sérénissime Jan, 14e Prince Lubomirski né le 22 mars 1978        | Lubomirski               |        |
| Prince Poniatowski              | Création: 18 décembre 1764 Monarque: Stanislas II | Régnant | Ladislas, 12e Prince Poniatowski né le 10 novembre 1946                      | Poniatowski              |        |
| Prince Poniński                 | Création: 26 avril 1774 Monarque: Stanislas II    |         |                                                                              | Poniński                 |        |
| Prince Radziwiłł                | Création: 24 janvier 1549 Monarque: Sigismond II  | Noble   | Son Altesse Sérénissime Konstanty, 10e Prince Radziwiłł né le 9 janvier 1958 | Radziwiłł                |        |
| Prince Sapieha                  | Création: 17 mai 1699 Monarque: Léopold Ier       | Noble   | Aleksander, 16e Prince Sapieha né le 18 avril 1953                           | Sapieha                  |        |
| Prince Sanguszko                |                                                   |         | Paweł, 15e Prince Sanguszko né le 16 janvier 1973                            |                          |        |
| Prince Sułkowski                | Création: 18 mars 1752 Monarque: Marie-Thérèse    | Noble   | Son Altesse Sérénissime Alexander, 9e Prince Sułkowski né le 23 mars 1940    | Sułkowski                |        |

## Roumanie
| Titres             | Lettres Patentes                       | Classe  | Titulaire actuel                                          | Famille     | Blason |
| ------------------ | -------------------------------------- | ------- | --------------------------------------------------------- | ----------- | ------ |
| Prince Cantacuzène | Création: 3 mars 1578 Monarque: Jean V | Régnant | Alexandre, 26e Prince Cantacuzène né le 1er novembre 1944 | Cantacuzène |        |
| Prince Caradja     |                                        | Régnant | Constantin, 14e Prince Caradja né le 6 février 1943       | Caradja     |        |
| Prince Ghica       |                                        | Régnant | Ștefan, 14e Prince Ghica né le 16 octobre 1964            | Ghica       |        |
| Prince Rosetti     |                                        | Régnant | Gheorghe, 11e Prince Rosetti né le 8 septembre 1929       | Rosetti     |        |
| Prince Soutzo      |                                        | Noble   | Raphaël, 5e Prince Soutzo né le 5 août 1973               | Soutzo      |        |
| Prince Sturdza     |                                        | Régnant | Constantin, 12e Prince Sturdza né le 24 août 1989         | Sturdza     |        |
| Prince Ypsilántis  |                                        |         | Emmanuel, 10e Prince Ypsilántis né le 9 juillet 1944      | Ypsilántis  |        |

## Russie
| Titres                        | Lettres Patentes                          | Classe    | Titulaire actuel                                                        | Famille     | Blason |
| ----------------------------- | ----------------------------------------- | --------- | ----------------------------------------------------------------------- | ----------- | ------ |
| Prince Belosselsky-Belozersky | Création: Monarque: PaulIer               | Noble     | Patrick Georgevich, 20e Prince Belosselsky-Belozersky né le 26 mai 1955 |             |        |
| Prince Chakhovskoï            | Création: Monarque:                       | Noble     | Dmitriy, 20e Prince Chakhovskoï né le 15 février 1934                   |             |        |
| Prince de Courland            | Création: 28 mars 1795 Monarque: Paul Ier | Médiatisé | Ernst-Johann de Biron, 8e Prince de Courland né le 6 août 1940          | Biron (von) |        |
| Prince Gagarine               | Création: Monarque:                       | Noble     | Grigorij Rostislavich, 19e Prince Gagarine né le 18 avril 1936          | Riourikides |        |
| Prince Galitzine              | Création: Monarque:                       | Noble     | Dimitri, 17e Prince Galitzine né le 7 septembre 1948                    |             |        |
| Prince Meshchersky            | Création: Monarque:                       | Noble     | Piotr, 6e Prince Meshchersky né le 4 juin 1948                          |             |        |
| Prince Repnine                | Création: Monarque:                       | Noble     | Michel, 14e Prince Repnine né le 8 mars 1932                            |             |        |
| Prince Obolensky              | Création: Monarque:                       | Noble     | Son Altesse Sérénissime Sergei, 22e Prince Obolensky né le 25 mars 1956 |             |        |
| Prince Troubetskoï            | Création: Monarque:                       | Noble     | Alexander, 16e Prince Troubetskoï né le 23 novembre 1960                | Gédiminides |        |